# 潮村
潮村（うしおむら）は、兵庫県津名郡にあった村。現在の洲本市中心部の北方、洲本川の河口左岸（宇山一丁目-宇山三丁目、宇山、炬口一丁目-炬口二丁目、炬口、塩屋二丁目-塩屋三丁目）および塩屋一丁目にあたる。

## 地理
- 海洋 ： 大阪湾
- 河川 ： 洲本川

## 歴史

### 村名の由来
「宇」山村・「塩」屋村・炬口「浦」からの合成地名である潮浦より。

### 沿革
- 明治初年 - 塩屋村・炬口浦・宇山村が合併して潮浦となる。
- 1889年（明治22年）4月1日 - 町村制の施行により、潮浦が単独で自治体を形成。
- 1909年（明治42年）1月1日 - 洲本町・物部村と合併し、改めて洲本町が発足。同日潮村廃止。

## 交通

### 鉄道路線
- 淡路交通鉄道線：宇山駅